# Corruption des mœurs
Pour les articles homonymes, voir Corruption (homonymie).
En droit canadien, le concept de corruption des mœurs est une infraction criminelle qui se réfère à un « affaiblissement » de la moralité publique.

## Critères de la corruption des mœurs
La corruption des mœurs est évoquée par l'article 163 du code criminel,. Ce dernier spécifie notamment que quiconque commet une infraction s'il :
a) produit, imprime, publie, distribue, met en circulation, ou a en sa possession aux fins de publier, distribuer ou mettre en circulation, quelque écrit, image, modèle, disque de phonographe ou autre chose obscène;

b) produit, imprime, publie, distribue, vend, ou a en sa possession aux fins de publier, distribuer ou mettre en circulation, une histoire illustrée de crime.
L'article a été voté en 1949 à la suite d'un fait divers où des adolescents habitant la Colombie-Britannique ont blessé à mort un automobiliste après s'être inspirés de bandes-dessinées.
L'article a notamment été invoqué en 2009 dans une poursuite criminelle contre Rémy Couture, un spécialiste en effets spéciaux montréalais, pour le matériel d'horreur, jugé trop explicite, produit et mis-en-ligne sur son site,,.